# Кристоф III фон дер Шуленбург

Кристоф III фон дер Шуленбург (на немски: Christoph III Graf von der Schulenburg; † 1570) е граф от благородническия род „фон дер Шуленбург“.
Той е син на граф Бернхард X фон дер Шуленбург (1466 – 1508) и съпругата му Маргарета фон Бодендик.

## Фамилия
Кристоф III фон дер Шуленбург се жени за Анна фон Алвенслебен († 1550). Te имат 15 деца:
- Левин II фон дер Шуленбург (1528 – 1587), женен за Фридерика фон Алвенслебен (1552 – 1622); имат пет деца
- Кристоф VII фон дер Шуленбург (* 1529, Винценбург; † 19 февруари 1588, Хавелберг), женен I. за Доротея фон дер Кнезебек (1521 – 1584), II. 1587 г. за Анна фон Квитцов; няма деца
- Маргарета фон дер Шуленбург (1530 – 1558), омъжена за Йоахим фон дер Кнезебек
- Анна фон дер Шуленбург (* 20 март 1532; † 24 ноември 1575)
- Емануел фон дер Шуленбург (1533 – 1553)
- Лудолф фон дер Шуленбург (1534 – 1540)
- Катарина фон дер Шуленбург (1536 – 1542)
- Мария фон дер Шуленбург (1537 – сл. 1567), омъжена за Елиас фон Алвенслебен († 1569)
- Естер фон дер Шуленбург (1538 – ал. 1574), омъжена за Георг фон Майендорф
- Бернхард фон дер Шуленбург (1539 – 1540)
- Урсула фон дер Шуленбург (1541 – сл. 1611)
- Бернхард Лудолф фон дер Шуленбург (1542 – 1587/1593), женен за Барбара фон Пербандт, няма деца
- Даниел фон дер Шуленбург (1543 – 1553)
- Давид фон дер Шуленбург (1545 – сл. 1587)
- Ханс Райхард фон дер Шуленбург (пр. 1549 – сл. 1555)

Кристоф III фон дер Шуленбург се жени втори път 1553 г. за Гизела фон дер Кнезебек (1524 – 1598). Те имат 12 деца:
- Георг фон дер Шуленбург (пр. 1555 – сл. 1565)
- Йоахим Йохан Георг I фон дер Шуленбург (1556 – 1633), женен за I. Анна Мария фон дер Шуленбург (пр. 1592 – 1597); имат шест деца, II. 1600 г. за Клара фон Кампен (1577 – 1638); имат четири деца
- Гизела фон дер Шуленбург († 1557)
- Йоахим V фон дер Шуленбург (пр. 1571 – 1617), женен за Маргарета фон Борнщедт; няма деца
- Илза фон дер Шуленбург (1578 – 1587), омъжена I. за Матиас фон дер Кнезебек, II. за Лудолф фон Алвенслебен
- Клара фон дер Шуленбург (1577 – 1625), омъжена 1577 г. за Хартвиг фон Бредов († 8 май 1590/17 януари 1591)
- Катарина фон дер Шуленбург
- Сабина фон дер Шуленбург (* пр. 1587), омъжена за Клаус фон Арним
- Анна Елизабет фон дер Шуленбург
- Хедвиг фон дер Шуленбург († сл. 1616), омъжена за Ерих Йохан фон Цантир
- София фон дер Шуленбург, омъжена за Кристоф фон Бризт
- Хиполита фон дер Шуленбург († 1614)